# L'Alibi (album)
Pour les articles homonymes, voir L'Alibi.
L'Alibi est le 58e album (mais il porte le no 27, l'éditeur ayant changé entre-temps) mettant en scène le personnage de Lucky Luke, paru chez Dargaud en 1987. 
Les dessins sont de Morris sur des scénarios de Claude Guylouis.
Chacune des histoires est assez courte (10 ou 12 pages par récit).

## Liste des aventures

### L'Alibi
Le beau-père de Gisela trouve que sa pupille est trop « citadine ». Il demande à Lucky Luke de préparer un voyage de noces un peu spécial : un séjour dans le dangereux Ouest américain. Lucky Luke est chargé de préparer un parcours mouvementé mais sécurisé. 
Ce dernier effectue donc un repérage des lieux dans lesquels Gisela et son époux Butty découvriront l'Ouest américain. La diligence se met en route. Au programme : problèmes climatiques, attaque par les Indiens, bagarre dans le saloon, attaque par des desperados au cours de laquelle Gisela est enlevée. 
Mais lorsque Lucky Luke « découvre le repaire » des bandits (en fait des acteurs qu'il a rémunérés), ces derniers sont ligotés et ont les pieds et poings liés : de vrais desperados les ont maîtrisés et ont réellement enlevé Gisela…
Lucky Luke est assisté dans cette aventure par Rantanplan, qui comme d'habitude comprend tout de travers.

### Athletic City
John Litte Feather, appelé communément « Chet », est un jeune homme faible et chétif. Il est la risée des habitants d'Indigo et notamment des jeunes femmes qui mettent en doute sa virilité. 
Avec l'aide de Lucky Luke, Chet tente de changer de morphologie : après plusieurs mois d'efforts, il devient l’homme le plus musclé de la petite ville...

### Olé Daltonitos
Les Dalton s'évadent de prison et se rendent au Mexique. En cours de route, ils attaquent une diligence. À son bord, des toréros qui se rendent à San Augustín pour la corrida annuelle. Les Dalton les ligotent et prennent leurs habits. Lorsqu'ils arrivent à San Augustin, une foule en délire les attend. Joe, qui a pris les vêtements et qui a la même taille que Pepe Pompero, le matador, est célébré comme un héros, tandis qu'Averell tombe amoureux de la jeune Pomponetta.
Pendant ce temps, Lucky Luke, avisé de l'évasion des Dalton, part à leur recherche…

### Un cheval disparaît
Au petit matin, Lucky Luke découvre que Jolly Jumper a été enlevé durant la nuit. Le ravisseur exige une rançon de 5 000 dollars. N'ayant aucune idée de l’endroit où se trouve son fidèle cheval, Lucky Luke tente de réunir la somme réclamée. 
La banque refusant de lui prêter sans garantie cette somme, et ses amis et connaissances ne disposant pas de cinq mille dollars, Lucky Luke décide de tenter de retrouver Jolly Jumper. Pour cela, il n’a qu'un indice : les fautes d'orthographe et les défectuosités de l'expression laissées par le ravisseur sur la demande de rançon.
Mais pour voyager, encore faut-il avoir un cheval. Lucky Luke, après bien des essais de chevaux, en trouve un qui sort de l'ordinaire : c'est un cheval « intellectuel » qui déteste les fautes de grammaire et de syntaxe !
Lucky Luke part à la recherche des bandits dont on sait qu'ils ont un problème dans l'expression orale. Il finit par découvrir un écrivain public, Julius Greg, qui pourrait bien être le ravisseur. Mais la vérité est plus compliquée que cela……

## Adaptation
L'histoire « L'Alibi » de cet album a été adaptée dans la série animée Lucky Luke, diffusée pour la première fois en 1991.